# Luís Fróis
Luís Fróis (1532 – 8 tháng 7 1597) là một nhà truyền giáo người Bồ Đào Nha
Ông sinh năm 1548 ở Lisbon và tham gia Hội đoàn chúa Jesus (Campanhia de Jesus). Năm 1563, ông đến Nhật Bản để truyền bá đức tin của mình, và năm sau đó đến Kyoto, gặp Ashikaga Yoshiteru người sau này trở thành Shogun. Năm 1569, ông kết bạn với Oda Nobunaga và ở tại tư dinh ở Gifu khi viết sách trong một thời gian ngắn.
Trước tác của ông có cuốn Lịch sử Nhật Bản.

## Văn hóa đại chúng
Đây cũng là tên của khoa học gia điên khùng trong game Onimusha Dawn of Dreams.

## Link liên quan
- Luis Frois